# Conexión a Internet

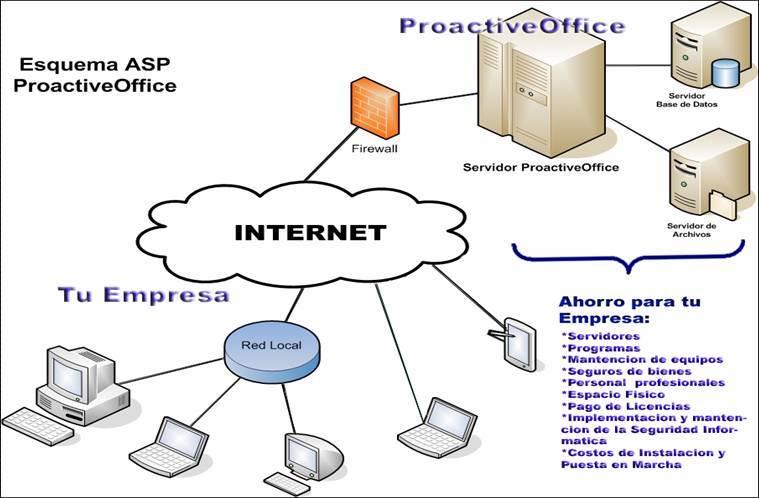
Ejemplo de uso de Internet como medio de conexión de usuarios remotos a los servidores de la empresa.

Acceso a Internet o conexión a internet es el sistema de enlace con que el computador, dispositivo móvil o red de computadoras cuenta para conectarse a Internet, lo que les permite visualizar las páginas web desde un navegador y acceder a otros servicios que ofrece Internet, como correo electrónico, mensajería instantánea, protocolo de transferencia de archivos (FTP), etcétera. Se puede acceder a Internet desde una conexión por línea conmutada, banda ancha fija (a través de cable coaxial, cables de fibra óptica o cobre), vía satélite, banda ancha móvil y teléfonos celulares o móviles con tecnología 2G/3G/4G/5G. En la segunda década del siglo XXI las conexiones por línea telefónica conmutada comienzan a decaer debido en parte al advenimiento de la fibra óptica, y también por el hecho de que las líneas telefónicas tradicionales de par de cobre cayeron en desuso en los países europeos y del norte de América.
Las empresas que otorgan acceso a Internet reciben el nombre de proveedores de servicios de Internet (Internet Service Provider, ISP).

## Tipos de conexiones de los ISP
Los ISP utilizan diversas tecnologías para conectar a los usuarios a sus redes:
- Red Digital de Servicios Integrados (RDSI, y en inglés ISDN)

- BRI
- PRI

- Línea de abonado digital (DSL)

- SHDSL
- ADSL (Asymmetric Digital Subscriber Line)
- Fiber To The Home (FTTH)

- Cablemódem
- Metro Ethernet
- Frame Relay
- Red Óptica Síncrona (SONET)
- ATM
- GSM
- Banda Ancha Móvil

- Telefonía móvil 2G
- Servicio general de paquetes vía radio (GPRS)
- Enhanced Data Rates for GSM Evolution (EDGE o EGPRS)
- Telefonía móviles 3G
- Telefonía móvil 4G
- Telefonía móvil 5G

- Internet satelital